# Castletown, Isle of Man
Castletown (Manx: Balley Chashtal) är en stad (town) i området Ronaldsway, på södra delen av Isle of Man som en gång i tiden var Isle of Mans huvudstad. Staden har en befolkning på 3 100 personer (2011).
Castle Rushen, King William's College och Buchan School är några av de mest märkbara byggnaderna i Castletown. De andra husen i staden är för det mesta byggda av silvergrå kalksten. Staden är uppbyggd runt ett gammalt militärt övningsområde som idag används som marknadsplats.
Castletown har ett båtmuseum tillägnat ”Peggy”. Peggy är en båt som hade varit försvunnen i ungefär hundra år när hon hittades av några hantverkare. Peggy ägdes av familjen Quayle, USA:s förre vicepresident Dan Quayle tillhör den släkten.
Under andra världskriget huserade staden en tid det norska frivilliga flygförbandet 331 skvadronen, vars främsta uppgift var att skydda den brittiska flottbasen Scapa Flow.